# Guilleminea
Guilleminea là chi thực vật có hoa trong họ Amaranthaceae.